# National Library of Wales

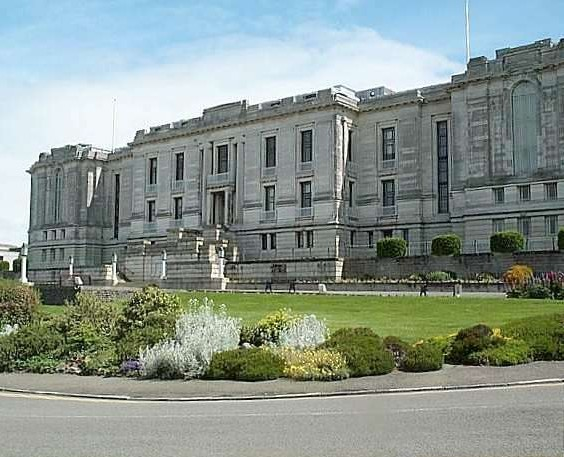
La sede della National Library of Wales

La National Library of Wales (in gallese Llyfrgell Genedlaethol Cymru), situata nella città di Aberystwyth, è la biblioteca nazionale del Galles e uno dei sei depositi legali nazionali del Regno Unito e dell'Irlanda. Lo status di deposito legale gli garantisce il diritto di ricevere una copia gratuita di ogni opera pubblicata in questi due stati.
La National Library of Wales ha un archivio di oltre 4 milioni di volumi stampati, tra cui molte edizione rare quali, per esempio, Yny lhyvyr hwnn (In questo libro) il primo libro stampato in gallese del 1546 e la prima traduzione, sempre in gallese, della Bibbia risalente al 1588.
La raccolta più preziosa è quella manoscritta. Vi sono conservati testi letterari medioevali famosi quali il Libro di Taliesin del XIV secolo; Hengwrt Chaucer, una delle più antiche e importanti edizioni manoscritte dei Racconti di Canterbury del poeta inglese Geoffrey Chaucer; il Libro nero di Carmarthen che deve il curioso appellativo al colore brunito delle pagine; e il manoscritto Hendregadredd, una delle due fonti maggiori per le opere dei poeti dei principi (Y Gogynfeirdd), i poeti di corte gallesi del periodo fra il 1100 e il 1282.
Presso la biblioteca, è presente una ricca collezione di acquerelli paesaggistici di John Ingleby e opere del pittore di età vittoriana Erasmus Walter Ellis.
La biblioteca contiene, inoltre, una sezione di mappe, dipinti (fra cui alcuni paesaggi di William Turner), carte topografiche e stampe dei paesaggi del Galles; una mediateca con archivi sonori, audiovisivi, fotografici; un'emeroteca. Possede anche oltre 3 000 negativi del fotografo gallese John Thomas, attivo fino al 1905.